# Neoconocephalus exaltatus
Neoconocephalus exaltatus är en insektsart som först beskrevs av Walker, F. 1869.  Neoconocephalus exaltatus ingår i släktet Neoconocephalus och familjen vårtbitare. Inga underarter finns listade i Catalogue of Life.